# NGC 5008
NGC 5008 é uma galáxia espiral barrada (SBc) localizada na direcção da constelação de Boötes. Possui uma declinação de +25° 29' 47" e uma ascensão recta de 14 horas, 10 minutos e 57,0 segundos.
A galáxia NGC 5008 foi descoberta em 18 de Maio de 1862 por Heinrich Louis d'Arrest.